# Fieberiella ida
Fieberiella ida är en insektsart som beskrevs av Dlabola 1965. Fieberiella ida ingår i släktet Fieberiella och familjen dvärgstritar. Inga underarter finns listade i Catalogue of Life.